# Isaïe de Gaza
Pour les articles homonymes, voir Isaïe (homonymie).
Isaïe de Gaza, Isaïe de Scété, Isaïe le Solitaire ou Abba Isaïe, est un auteur ascétique du Ve siècle connu par diverses sources palestiniennes monophysites, comme sa Vie, due à Zacharie le Rhéteur, même si son œuvre n'a pas de rapport particulier avec la controverse soulevée par le concile de Chalcédoine. 
La version syriaque de son Asceticon (seulement partiellement conservé dans l'original grec) est traduite en français (éditions de l'abbaye Notre-Dame de Bellefontaine). Il s'agit d'un recueil de vingt-neuf discours sur la vie ascétique.
Bien qu'ayant rayonné à Gaza (Barsanuphe le cite), Isaïe est l'héritier du monachisme égyptien qui s'était développé au IVe siècle aux Kellia (Cellules) du désert de Scété, où il a été d'abord moine. Il semble qu'il faille attribuer à Isaïe un rôle important dans la transmission des Apophtegmes des Pères du désert.
La date de son décès est connue : 31 décembre 491.

## Éditions de référence
- CPG 5555-5556